# 입당송

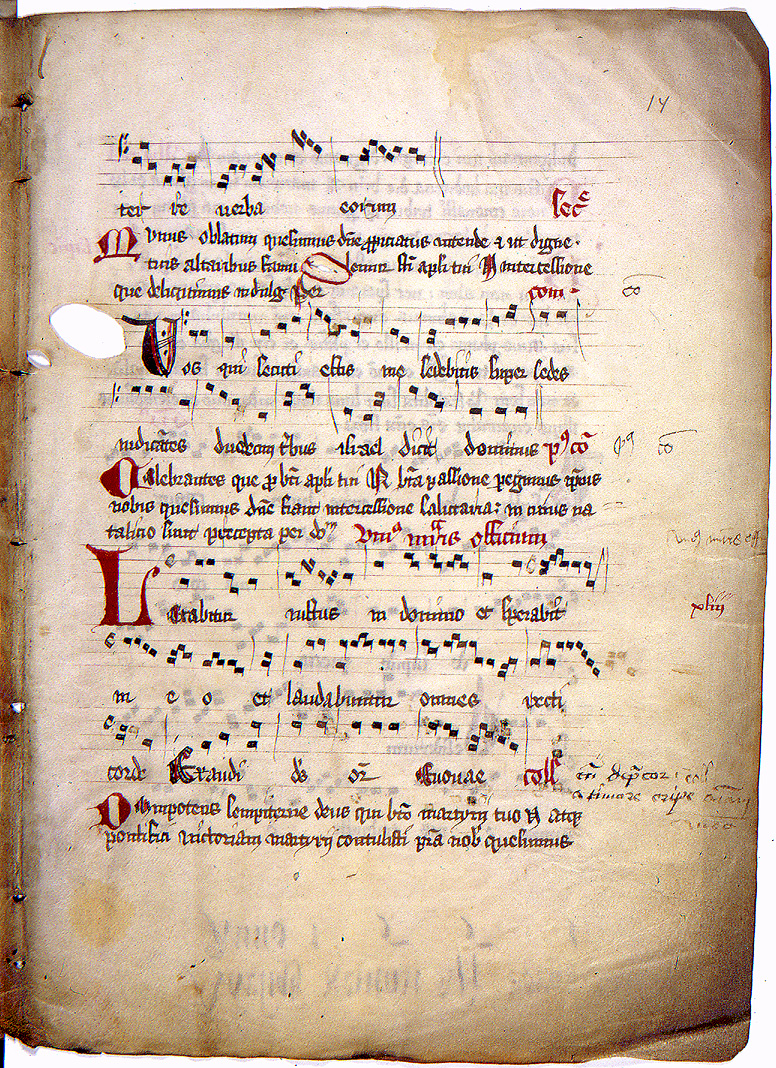
15세기 양피지 필사본 미사경본의 입당송. 가사는 Laetabitur iustus in Domino: 시편 64(63),11이다.

입당송(入堂頌, introitus, antiphona ad introitum)은 기독교에서 미사 전례의 시작 예식에서 주례 사제가 전례 봉사자들과 함께 입당 행렬을 이루어 제대로 나아갈 때 동반하는 전례문이다. 입당송은 말로 하거나 노래로 한다.
입당송은 미사의 고유문에 속한다. 그러므로 그 본문은 해당 전례 시기 또는 성인들의 기념 또는 해당 예식의 성격에 따라 바뀐다.

## 본문과 전례적 역할
입당송은 행렬을 동반하는 노래이다. 주례 사제와 봉사자들이 제대에 나아가는 행렬을 동반한다. 또한 입당송은 미사 거행을 시작하고, 함께 모인 이들의 일치를 굳게하며, 전례 시기와 축제의 신비로 신자들의 마음을 이끌어 주고, 신자들도 사제와 봉사자들의 행렬에 노래로 참여하게 하는 목적을 지닌다.
입당송의 본문은 일반적으로 시편에서 따오며, 가끔 시편이 아닌 성경 구절로 이루어지고, 드물게 교회의 시구에서 유래한다. 공통적으로 그날의 독서들과 긴밀한 연결 관계를 드러낸다. 또한 드물게 입당송은, 에즈라의 묵시록처럼 초세기에 매우 공경되었으나 성경에 포함되지 못한 본문을 지닌 경우도 있다.
입당송은 미사의 성대함 또는 집전 사제의 판단에 따라 말로 하거나 노래로 할 수 있다. 예식에서 입당 행렬을 요구하지 않는 경우에는, 예를 들어 파스카 성야 빛의 예식 등, 입당송은 생략된다.
종종 입당송이 그 미사에 명칭을 부여하기도 한다. 죽은 이를 위한 미사는 레퀴엠이라 불리고, 예수 성심 대축일 둘째 미사는 엑스오르디움이라 불리며, 부활 제1주일 미사는 꽈시 모도라고 불린다. 한편 대림 제3주일 미사는 가우데테라고 불리고, 사순 제4주일 미사는 레타레라고 불리며, 이 두 미사에서는 필요하다면 보라색 제의가 아니라 장미색 제의를 사용할 수 있다는 것을 기억하면 좋다.

## 역사
예로부터 사제가 제대에 나아갈 때에 시편을 노래하여 왔다. 이때 노래하는 구절은 미사 거행의 한 부분에 속하는 것이다. Liber Pontificalis는 교황 첼레스티노 1세의 요구에서 입당송이 유래하였다고 제시하고 있다. 그러나 교황 그레고리오 1세 이후에야 입당송이 친숙하게 되었기에, 아마도 그레고리오 1세 교황이 입당송들을 적었거나, 모았을 것으로 여겨진다. 그러나 현재까지의 정보로는 그 교황이 어떤 노래를 작곡한 것으로 여겨지지는 않는다.

## 음악적 형태
그레고리오 성가의 선율의 관점에서, 입당송은 성가대를 위하여 준장식(semiornato) 형태로 작곡되었다. 멜리스마 선율은 둘 또는 세개 음표를 넘기지 않았다. 각 음절의 네우마 음표는 두개 또는 세개 네우마 요소를 넘기지 않았다. 입당송은 후렴 종류에 연결되어 있고, 교회의 8선법을 모두 사용하였다. 이러한 사실에서 알 수 있는 것은, 입당송은 화답송의 작곡 시기보다는 후대에 작곡되었으며, 연송에 비교하면 더욱 강하게(fortiori) 작곡되었다. 작곡의 과정에서 작곡자의 개성을 부각시키는 것은 오로지 일부분에 불과하였다. 그럼에도 입당송 작품 전체체에서 독창적인 요소를 언급할 수 있다.
보통으로 입당송은 반복해서 불러야 하는 후렴과 후렴 사이에 불러야 하는 시편으로 구성되어 있다. 그 구조는, 후렴 - 시편 구절 - 후렴 - 영광송 - 후렴이다. 입당송은 주례 사제와 봉사자들의 입당 행렬이 지속되는 시간 동안 연장하여 불렀다. 또한 시편 구절도 성대한 방식으로 노래하였다.

## 그레고리오 성가 입당송 목록
아래에 제시된 입당송들은 그레고리오 성가에 연관되어 있으면서도 자주 다성 음악적 모테트의 본문(가사)로도 알려져 있다.
- BGB
- Ad te levavi
- Adjutor
- Adorate Deum
- Aqua sapientiae

- Benedicite Dominum
- Benedicta sit

- Cantate Domino
- Caritas Dei
- Caritas Dei (Ember Sat. Pent.)
- Christo confixus
- Cibaviteos
- Cibaviteos... alleluia
- Circumdederunt me
- Cogitationes
- Cognovi
- Confessio

- Da pacem
- Dedit illi
- De ventre matris
- Deus, dum egredereris
- Deus in adjutorium
- Deus in loco sancto
- Deus Israel
- Deus misereatur
- Dicit Dominus : Ego
- Dicit Dominus : Sermones
- Dignus est Agnus
- Dilectio Dei
- Dilexisti
- Dispersit
- Domine ne longe
- Dominus dixit
- Dominus fortitudo
- Dominus illuminatio
- Dum clamarem
- Dum medium silentium
- Dum sanctificatus

- Ecce advenit
- Ecce Deus
- Ecce Virgo concipiet
- Eduxit Dominus
- Eduxit eos
- Effusum est
- Esto mihi
- Etenim sederunt
- Ex ore infantium
- Exaudi Domine... adjutor
- Exaudi Domine... alleluia
- Exaudivit **0
- Exclamaverunt
- Exsultabo
- Exsultet gaudio
- Exsurge
- Extuli electum

- Facies unctionis
- Factum est cor
- Factus est Dominus

- Gaudeamus... Agathae
- Gaudeamus,.. Annae
- Gaudeamus... Josaphat
- Gaudeamus... Mariae
- Gaudeamus... Reginae
- Gaudeamus... Sanct. omnium .
- Gaudeamus... Thomae
- Gaudens gaudebo
- Gaudete
- Hodie scietis
- Uluxerunt . . .

- In excelso throno
- In medio
- In nomine Domini
- In nomine Jesu... Ps. Domine
- In nomine Jesu... Ps. Gloriabuntur
- In sermonibus
- In virtute tua
- In voluntate
- Inclina Domine
- Intret in conspectu
- Intret oratio
- Introduxit vos
- Invocabit me

- Jubilate Deo
- Judica Domine
- Judica me
- Juravit Dominus
- Justi decantaverunt
- Justus es Domine
- Justus ut palma

- Laetabitur Justus
- Laetare Jerusalem
- Lex veritatis
- Loquebar... Ps. Beati immaculati
- Loquebar... Ps. Bonum est . ,
- Loquebar... Ps. Laudate . .
- Loquetur
- Luxfulgebit

- Majorem hac
- Me exspectaverunt . . . .
- Mihi autem absit. Ps. Memento
- Mihi autem absit. Ps. Voce mea
- Mihi autem nimis . . . .
- Minuisti eum
- Miseratio
- Miserere mihi
- Misereris omnium
- Misericordia Domini
- Multae tribulationes

- Narraverunt
- Nos autem
- Nunc scio vere

- Oculi mei
- Oculus Dei
- Omnes gentes
- Omnia quae fecisti
- Omnis terra
- Os justi

- Populus Sion
- Protector noster
- Protexisti me
- Puer natus est

- Quasi modo

- Redemisti nos
- Reminiscere
- Repleatur
- Requiem
- Respice Domine
- Respice in me
- Resurrexi
- Rorate... Ps. Benedixisti
- Rorate... Ps. Caeli enarrant

- Sacerdotes Dei
- Sacerdotes tui
- Salus autem
- Salus populi
- Salve sancta Parens
- Sancti tui
- Sapientia reddidit
- Sapientiam sanctorum
- Scio cui credidi
- Sermo meus
- Si diligis me
- Si iniquitates
- Signum magnum
- Sitientes
- Spiritus Domini super me
- Spiritus... replevit
- Spiritus... replevit... alleluia . .
- Stabant
- Statuit
- Sub umbra illius
- Suscepimus

- Tenuisti manum
- Terribilis est .

- Veni de Libano
- Veni et ostende
- Venite adoremus
- Venite benedicti
- Venite filii
- Victricem manum
- Vidi civitatem
- Viri Galilaei
- Vocem jucunditatis
- Vultum tuum